# 高架橋

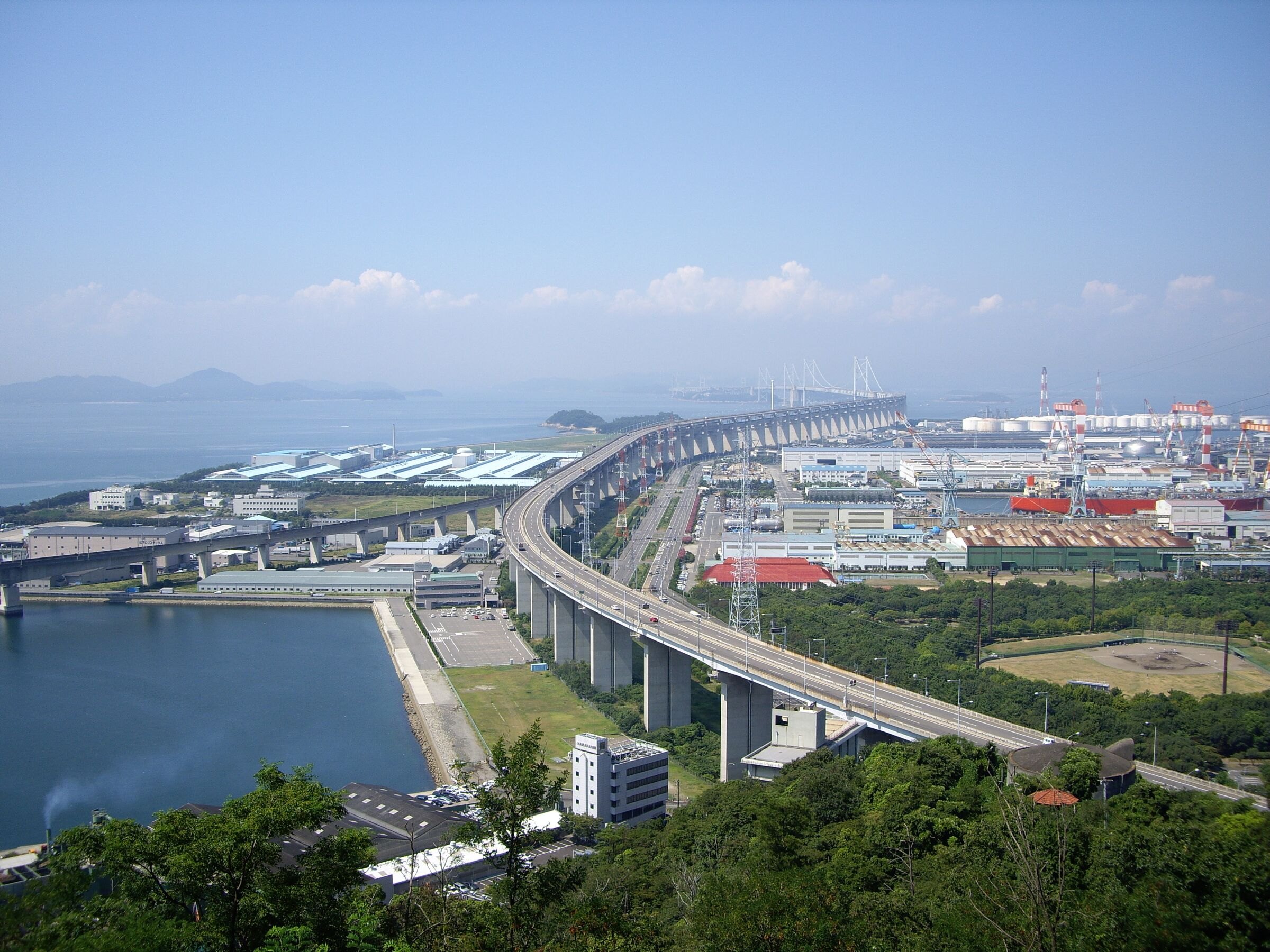
番の州高架橋（南備讃瀬戸大橋へと繋がる香川県坂出市側陸上部分の橋脚）

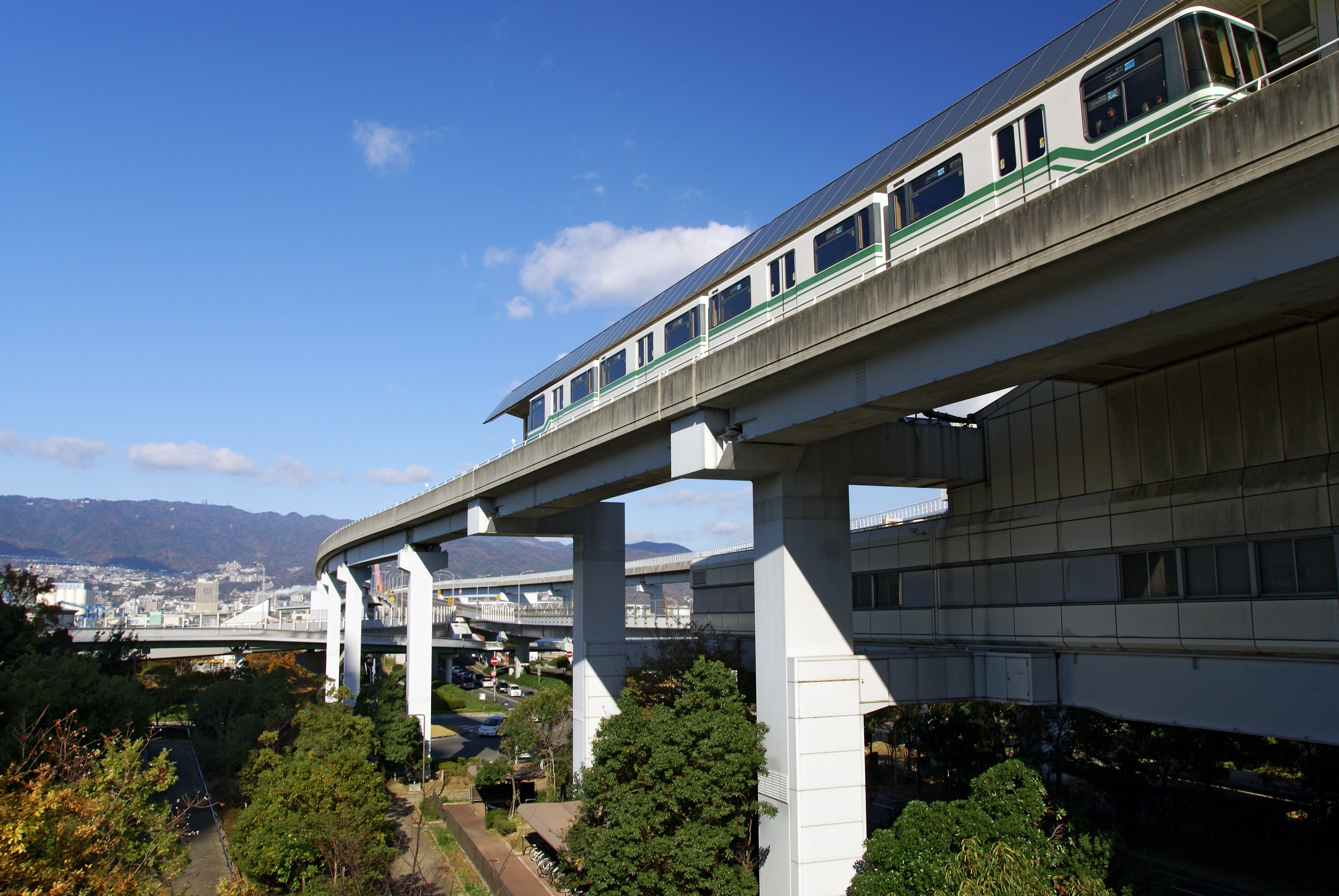
新交通システム（六甲ライナー）の高架（神戸市）

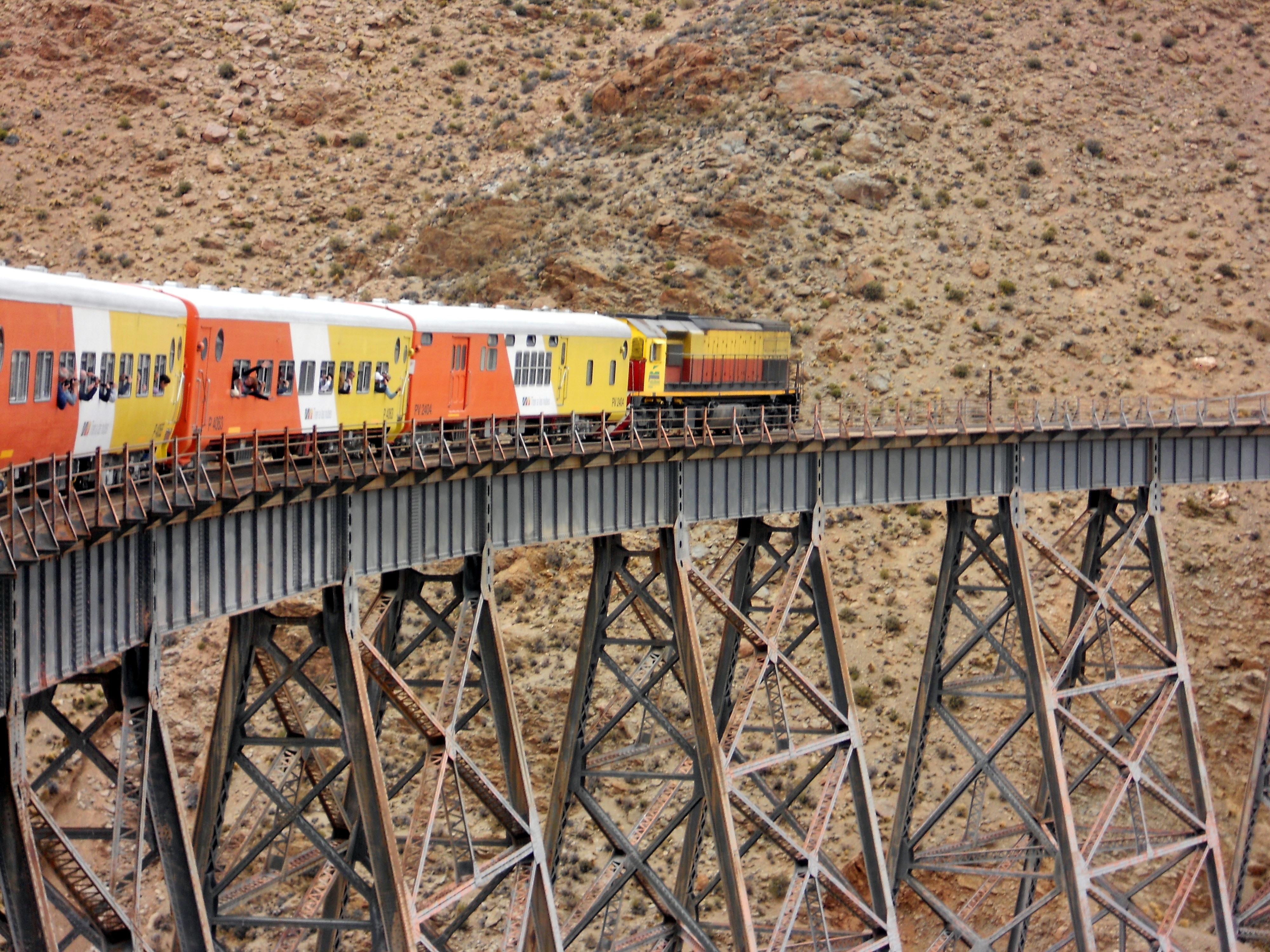

高架橋（こうかきょう、英語: elevated bridge）は、地上に連続して架けられた橋のことである。単に高架とも。

## 概要
高架橋は、独立した鉄道や道路の交通網を作るうえで建設されることが多く、特に高速鉄道や高速道路といった高い速度を求める場合に多く用いられる。
地上よりも高い位置にあるという点では盛土方式も高架であると言えるが、橋ではないため「高架橋」とは呼ばない。また、独立した交通網という観点では地下方式が挙げられ、たびたび高架方式と比較される。
高架橋の構造は通常の橋とは特に違いはなく、地上に架かっているという点を除けば河川を横断する橋などと同じである。しかし地上に架けるという特性上、設計や建設が容易になり、河川を横断する場合に比べ安価に建設することができることが多い。高架橋には単純な構造で安く作ることが出来る桁橋が多く見られる。

## 歴史
高架橋は水道橋が起源であったとされているが、交通手段として利用され始めたのは鉄道に由来するところが大きい。高架の路線は鉄道が誕生した頃には存在しなかった概念であったが、人口密集地への鉄道の敷設が行われる際、地上への線路の敷設は極めて不利な条件であったため、高架化させることが考えられた。このことから20世紀前半にはヨーロッパの主要都市へ路線を通す際、地下鉄道の選択肢の他に高架鉄道という選択肢も加わった。しかし、初期の高架橋は線路幅とほぼ代わらない幅であったため、風に非常に弱かった。特に木製の高架橋は火災にも弱く、焼け落ちるたびに長期の休業が強いられた。その反省から燃えない素材での高架橋建設が一般的となり、煉瓦や鉄骨で高架橋が造られた。また20世紀には新たな建築素材として鋼やコンクリートが利用され始めたことから、これらも積極的に使用されており現代ではほとんどこのどちらかである。コンクリート製のものは中に鉄筋が組み込まれた鉄筋コンクリートのものが多い。なお、コンクリート製の高架橋は鉄骨の高架橋に見られる騒音の発生が極めて少ないため、モノレールの軌道はコンクリートが多く、また高速交通にも多く用いられる。
道路としての高架橋の利用は、高速道路の建設が盛んになってからである。

## 高架下

### 高架下の概説
日本では「ガード下」とも呼ばれる。線路や道路を高架橋で建設・改修した場合、その下と地面の間に空間（多くは地上1〜2階程度の高さ）ができる。土地が不足気味な都市部において、こうした空間は古くから店舗や住宅、倉庫、交差する道路などに活用されている。鉄道事業者や道路管理会社、またはそれらから委託を受けた不動産会社などの事業者がテナントを募集して賃貸することが多い。東京高速道路のように、高架下に入る店舗から得る賃料で高架上にある高速道路の運営費用をまかなう、という事業者もある。
鉄道事業者にとっても高架下の活用は大きな収益源であり、保育所のような公共的施設が入ることもあり、街づくりへの影響も大きい。兵庫県神戸市の元町高架通商店街（通称・高架下）や、千葉市の千葉駅－本千葉駅間のように、大都市中心部にある隣接駅間高架下の大半が一連なりの商店街やショッピングセンターとなっている例もある。
こうした鉄道高架下店舗は買い物や居酒屋など飲食の場として親しまれる一方、「暗い」「うるさい」という印象も強かった。鉄道各社は線路下の天井をガラス張りにするなど、明るく開放的な雰囲気の商業開設も行っている。高架下商業施設に統一ブランドを導入する鉄道会社もある。東日本旅客鉄道（JR東日本）は、中央本線の東京都内多摩地区における連続立体交差事業で生じた高架下空間に商業施設「nonowa」を展開（nonowa武蔵小金井など）。東急電鉄は2016年以降、駅・路線名+高架下という名称の「中目黒高架下」「池上線五反田高架下」という商業施設を相次ぎ展開している。渋谷区では西参道エリアの再整備事業に合わせ小田急電鉄参宮橋駅付近の高架下を「駒テラス西参道」として整備し、日本将棋連盟の交流スペースとして提供している。
日本で初めて高架下に店舗を構えられる設計で誕生した高架橋は、1910年に国鉄有楽町駅から新橋駅まで建設された「第一有楽町架道橋」で、設計をルムッシュテル、工事監督をパルツェルという二人のドイツ人が担当した。その店舗のひとつ、おでん屋岩崎は1920年に浅草で開業していた岩崎善右衛門が、関東大震災で焼け出されたのち、権利金のいらないガード下に目をつけて移転し、深夜まで安く食事ができる店として繁盛した。東京府がガード下も家屋と見做して家屋税を賦課した際には府知事を相手取って行政訴訟を起したが敗訴した。岩崎は店内に「働かざる者は食うべからず」の貼り紙をするなど変わり者店主として知られ、1923年の朴烈事件の際には金子文子の弁護を山崎今朝弥に頼みに行ったり、1932年の天行会独立青年社事件の際には、知人であった児玉誉士夫を、自身の愛人が経営する千葉の中山町法華経寺内鬼子母神境内の老人養護施設「岩崎私立養老院」にかくまったりと逸話の多い人物で、1940年に亡くなった際にはガード下で葬儀が行なわれた。
2020年ごろから鉄道会社は将来的な収益の減少を見込み、高架下をキャンプ施設や植物工場など新たな用途への利用を進めている。

### 日本における利用状況
- バスターミナル・タクシー乗り場
- 駐車場・駐輪場
- 児童公園
- 店舗・事務所
  - 鉄道駅に近い場所では高架下に商店街が構成されることがある。ただし駐輪場との位置関係は利害が競合し、改札に近い位置に商店街があることが多いが、違法駐輪による放置自転車の問題があり、逆の場合は商店街が振るわなくなる。
- 飲食店
  - 都市部では喫茶店や立ち食い蕎麦屋、居酒屋などが営業していることが多い。一般的に店内は狭く、電車が通過する度に音や振動がする。
- 倉庫・資材置き場
  - 都市部郊外で多く見られる。多くは鉄道会社や道路管理会社自身が使用しているが、貸し出しているところもある。
- 博物館
  - 東京メトロ葛西駅高架下の地下鉄博物館など。
- 変電所
  - 電気鉄道では必須の設備。
- 住居
  - 建物の構造や防音材などを工夫することで騒音を抑えることが可能となった[2]。

### ギャラリー

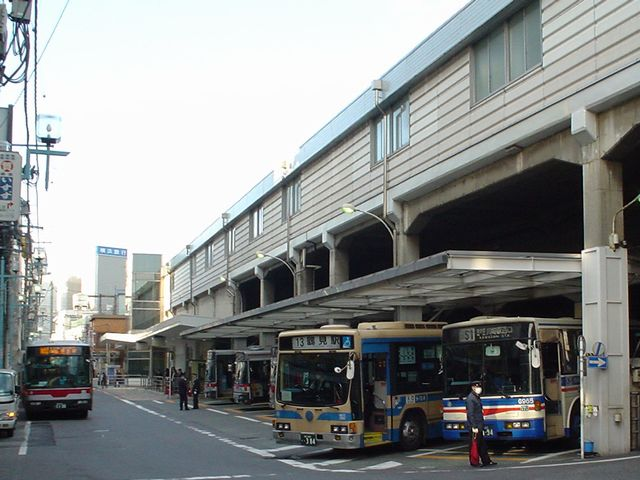
高架下のバスターミナル（東急東横線綱島駅〔神奈川県横浜市〕）
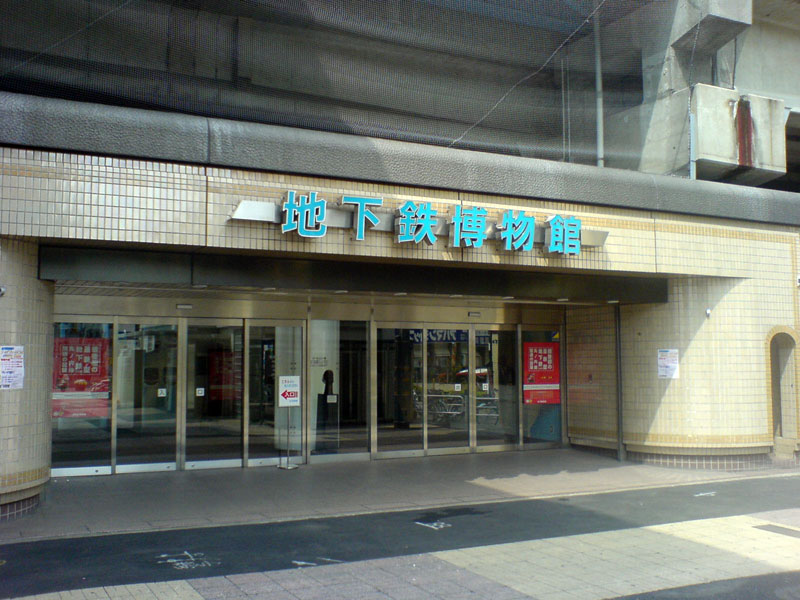
高架下の鉄道博物館（地下鉄博物館〔東京都江戸川区〕）
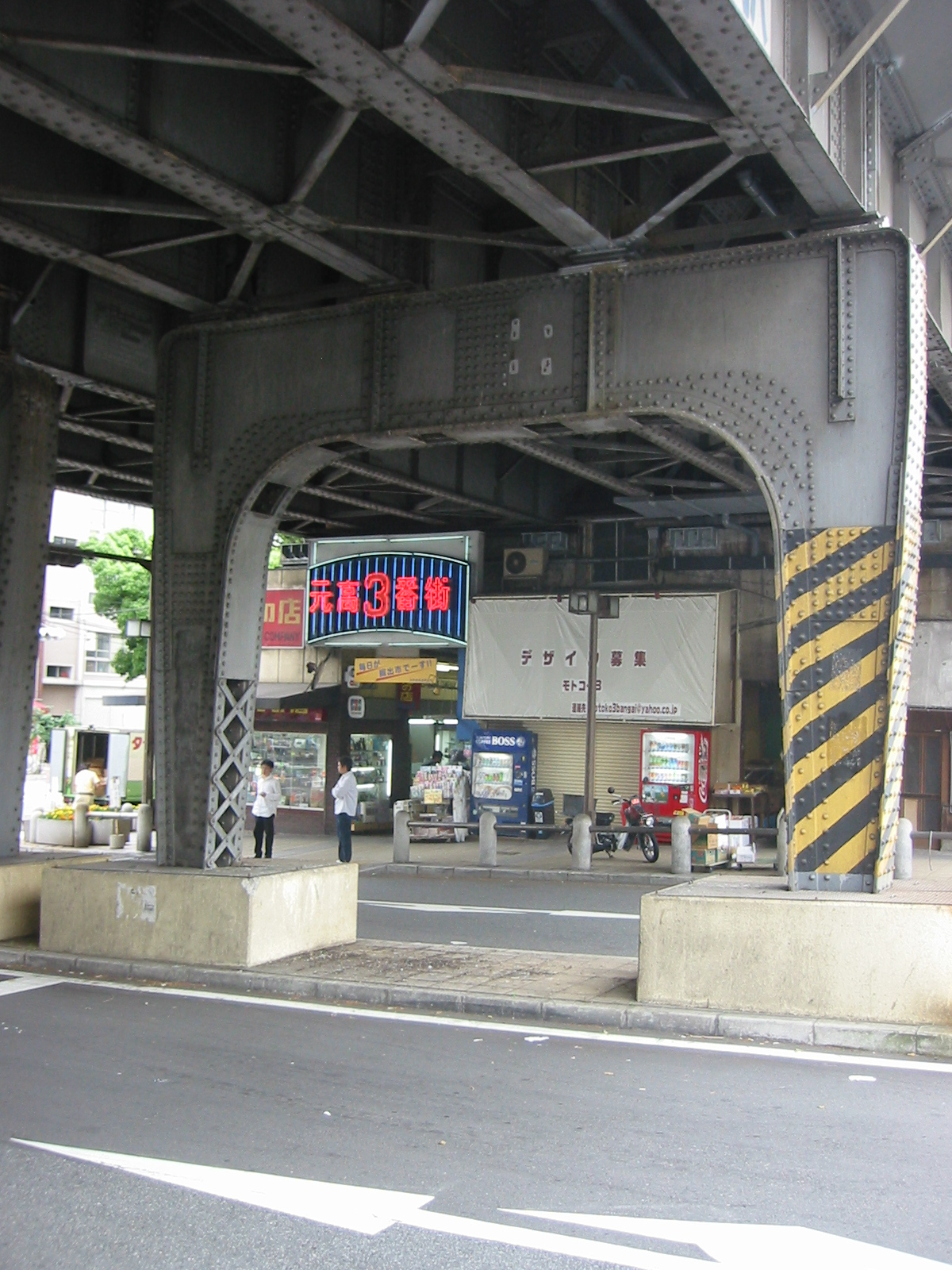
高架下の商店街（元町高架通商店街〔兵庫県神戸市〕）
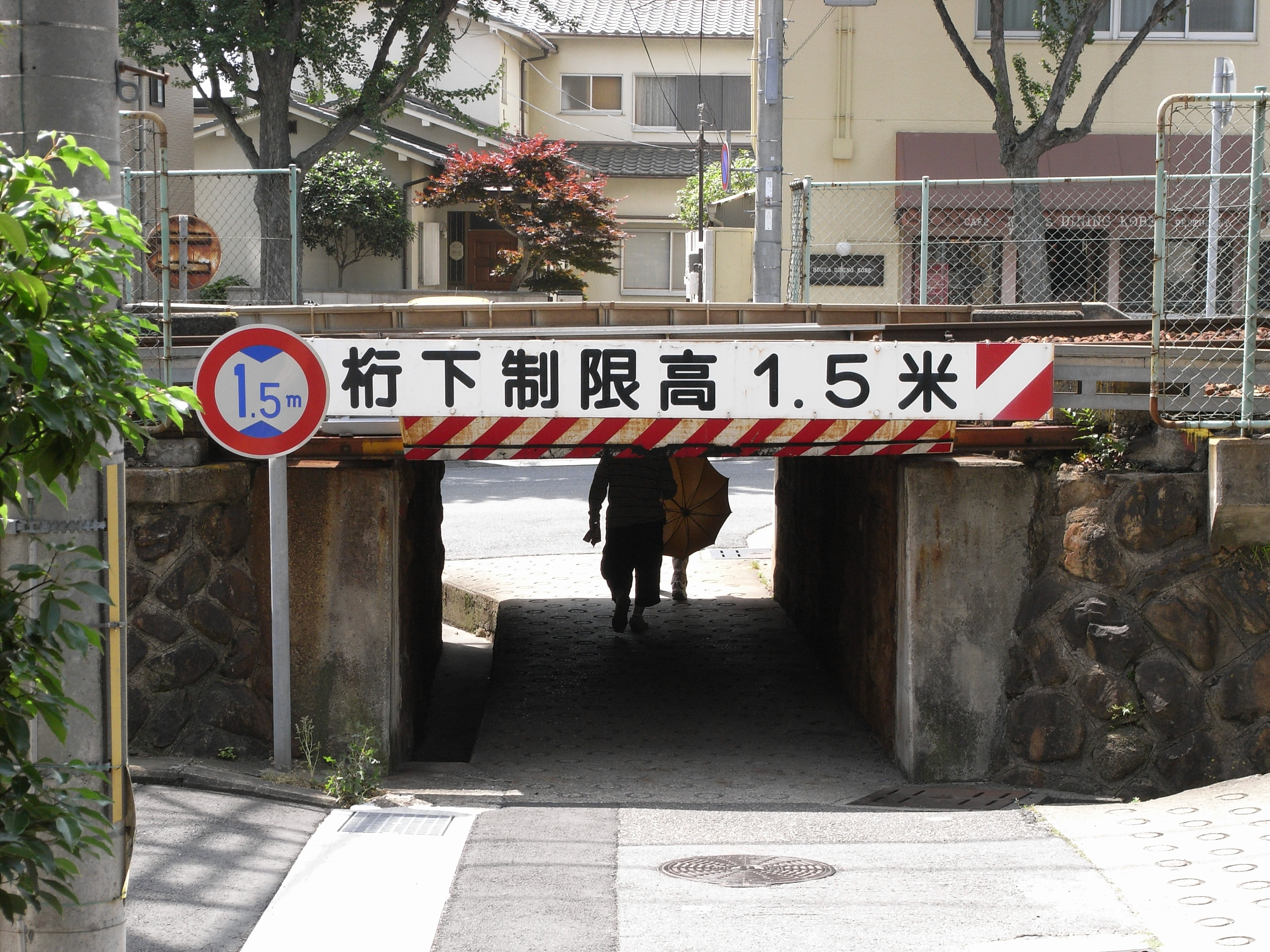
桁下制限高1.5米（阪急神戸本線〔兵庫県神戸市〕）
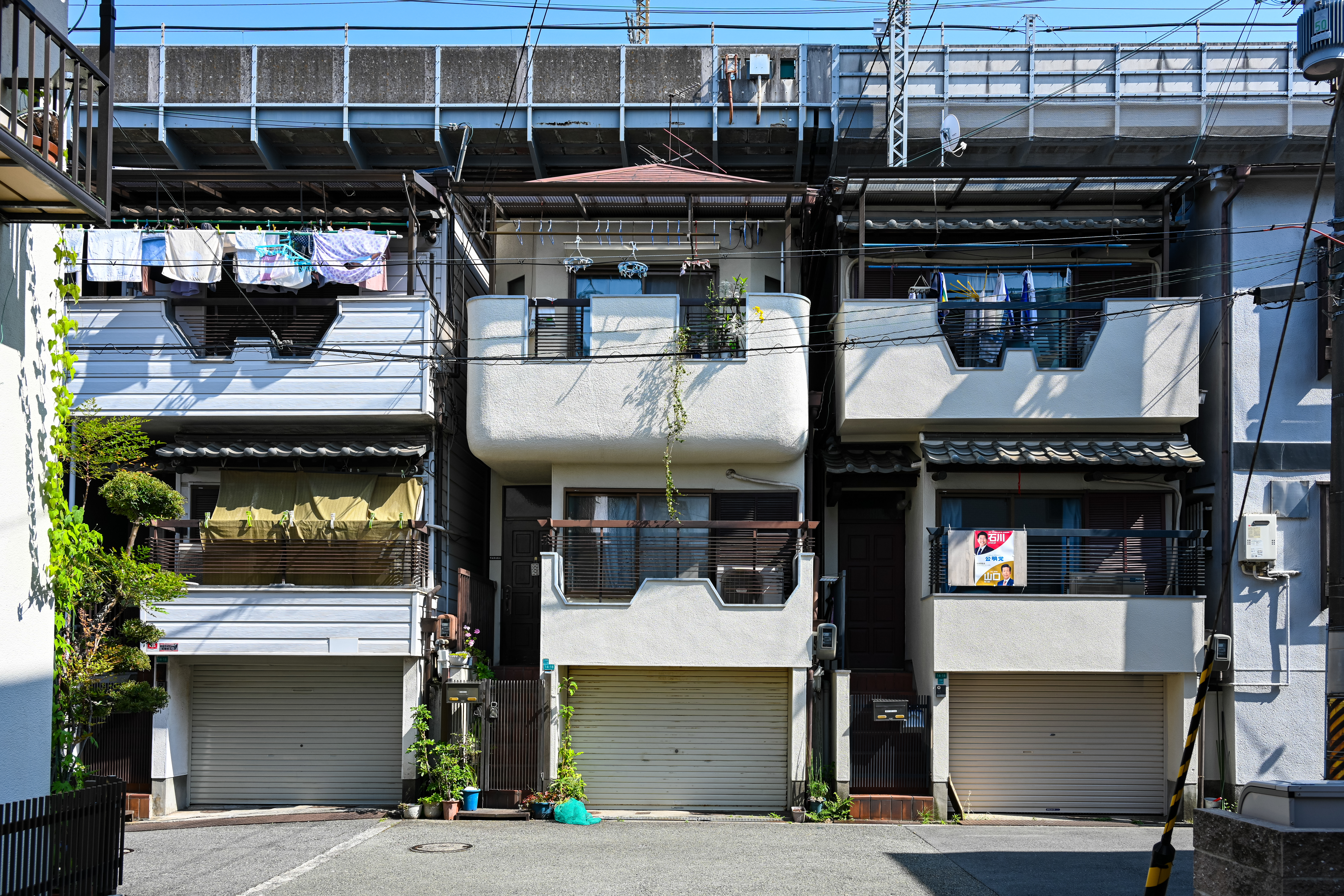
高架下の住宅（山陽新幹線大阪府大阪市〕）

## 高々架（多重高架）

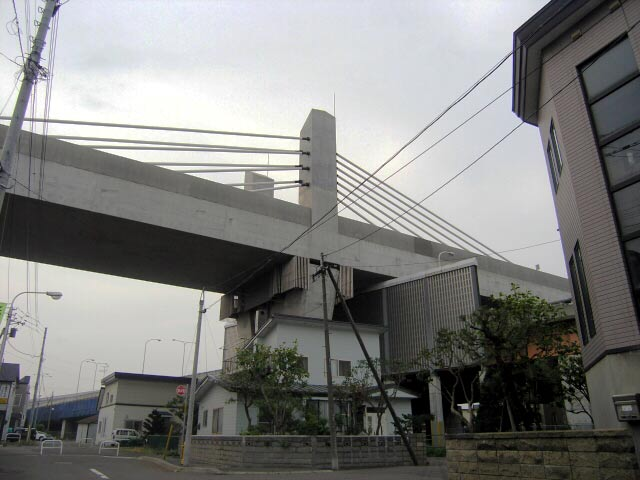
札樽自動車道の高架橋の上を越える札沼線の高々架（2004年8月）

既存の高架橋などの上を跨ぐためにもうけられる、通常よりも高さが2倍以上ある高架橋。主に新幹線や高速道路で見られる。新幹線以外の日本の鉄道では以下のような場所に存在している。
- 新川駅（北海道）付近
- 新越谷駅
- 北戸田駅付近
- 扇大橋駅南側（扇大橋付近）
- 青砥駅付近
- 日暮里駅付近
- 東京駅付近
- 神田駅（東京都）前後約600m
- 秋葉原駅
- 五反田駅
- 東松戸駅
- 二俣新町駅近隣3ヶ所
- 京急蒲田駅付近
- 小田井駅付近
- 味美駅（JR東海交通事業城北線）付近
- 大曽根駅北東
- 梅坪駅・愛環梅坪駅付近
- 岡崎公園前駅・中岡崎駅
- 太田川駅
- 岐阜駅
- 八田駅・近鉄八田駅西側
- 丹波口駅 - 二条駅間と四条大宮駅 - 西院駅間のそれぞれ中間地点
- 河堀口駅付近
- 京橋駅（大阪府）
- 鶴橋駅
- 西九条駅
- 弁天町駅
- 今宮駅
- 新今宮駅
- 鴫野駅東側
- 万博記念公園駅（大阪府）東側
- 山田駅（大阪府）
- 宇野辺駅 - 南茨木駅間
- 布施駅付近
- 河内永和駅
- 俊徳道駅
- 泉佐野駅付近、りんくうタウン駅付近
- 宇多津駅東側
- 栗林駅付近